# Hibernate
Hibernate je framework napsaný v jazyce Java, který umožňuje tzv. objektově relační mapování (ORM). Usnadňuje řešení otázky zachování dat objektů i po ukončení běhu aplikace. Je jednou z implementací Java Persistence API (JPA).

## Historie
Projekt vytvořil Gavin King, který později spolu s Hibernate přešel pod křídla firmy JBoss. Ta byla v roce 2006 převzata firmou Red Hat, která nadále pokračuje ve vývoji frameworku Hibernate. Gavin King spolu s JBoss také přešel do RedHatu.

## Co dělá Hibernate
Hibernate poskytuje způsob, pomocí něhož je možné zachovat stav objektů mezi dvěma spuštěnými aplikacemi. Říkáme tedy, že udržuje data persistentní. Dosahuje toho pomocí ORM, což znamená, že mapuje Javovské objekty na entity v relační databázi. K tomu používá tzv. mapovací soubory, ve kterých je popsáno, jakým způsobem se mají data z objektu transformovat do databáze a naopak a jakým způsobem se z databázových tabulek mají vytvořit objekty. Druhý způsob jak mapovat objekty je použít anotace místo mapovacích souborů. V Hibernate se tedy pracuje s běžnými business objekty, přičemž mohou být sloupce tabulky spojeny přímo s atributy objektu, nebo mohou být připojeny skrze metody get/set a metody hashCode() a equals(). Nutno podotknout, že nelze použít EJB (viz Java Bean), ale pouze klasické objekty – tzv. POJO (Plain Old Java Object). Poté, co jsou objekty uložené v databázi se na ně lze dotazovat jazykem HQL (Hibernate Query Language), který je odvozen z SQL a je mu tedy velice podobný.

## Mapování

### a) mapovací soubory
Jedná se soubory ve formátu XML s příponou „.hbm.xml“ (tedy např. Zajezd.hbm.xml), kdy pro jednu třídu máme jeden soubor, obvykle umístěný ve stejném balíčku jako samotná třída. Ve struktuře mapovacího souboru se používají např. tagy <property> nebo <set>. Prvním se popisuje normální datový atribut třídy. Tagem <set> se také popisuje atribut, ale tentokrát má speciální význam, protože udržuje odkazy na související objekty. (Např. objekt „Zajezd“ by měl atribut typu Set jménem „cestujici“, který by obsahoval odkazy na objekty jednotlivých cestujících)
```
  
<hibernate-mapping
 
package=
"model"
>

    
<class
 
name=
"Zajezd"
 
table=
"ZAJEZD"
>

      
<id
 
name=
"id"
 
column=
"ZAJEZD_ID"
 
type=
"long"
>

        
<generator
 
class=
"native"
></generator>

      
</id>

      
<property
 
name=
"nazevZajezdu"
 
column=
"NAZEV"
 
not-null=
"true"
 
unique=
"true"
></property>

      
<property
 
name=
"atribut1"
 
column=
"ATRIBUT1"
></property>

      
<property
 
name=
"atribut2"
 
column=
"ATRIBUT2"
></property>

      
<set
 
name=
"cestujici"
>
<!-- název atributu ve třídě Zajezd -->

        
<key
 
column=
"ZAJEZD_ID"
></key>
<!-- název sloupce v tabulce OSOBA, který je cizím klíčem k tabulce ZAJEZD -->

        
<one-to-many
 
class=
"Osoba"
 
/>

      
</set>

    
</class>

  
</hibernate-mapping>

```

### b) anotace
Anotace lze použít dvěma způsoby – buďto u atributů nebo u jejich getterů. Následují výpisy, které ukazují použití obojího.
Použití anotací u atributů:
```
@Entity
(
access
 
=
 
AccessType
.
FIELD
)

@Table
 
(
name
=
"ZAJEZD"
)

public
 
class
 
Zajezd
 
{

   
@Id
 
(
generate
 
=
 
GeneratorType
.
AUTO
)

   
private
 
Long
 
id
;

   
@Column
 
(
length
=
100
,
 
nullable
=
false
,
 
unique
=
true
)

   
private
 
String
 
nazev
;

   
@Column
 
(
length
=
100
)

   
private
 
String
 
atribut1
;

   
@Column
 
(
length
=
30
)

   
private
 
String
 
atribut2
;

   
private
 
Set
<
Osoba
>
 
cestujici
;

}

```

Použití anotací u metod:
```
@Entity
(
access
 
=
 
AccessType
.
PROPERTY
)

@Table
 
(
name
=
"ZAJEZD"
)

public
 
class
 
Zajezd
 
{

   
private
 
Long
 
id
,

   
private
 
String
 
nazev
;

   
private
 
String
 
atribut1
;

   
private
 
String
 
atribut2
;

   
private
 
Set
<
Osoba
>
 
cestujici
;

   
@Id
 
(
generate
 
=
 
GeneratorType
.
AUTO
)

   
public
 
int
 
getId
()
 
{

      
return
 
id
;

   
}

   
@Column
 
(
length
=
100
)

   
public
 
String
 
getNazev
()
 
{

      
return
 
nazev
;

   
}

   
@Column
 
(
length
=
100
)

   
public
 
String
 
getAtribut1
()
 
{

      
return
 
atribut1
;

   
}

   
@Column
 
(
length
=
30
)

   
public
 
String
 
getAtribut2
()
 
{

      
return
 
atribut2
;

   
}

   
public
 
void
 
setNazev
(
String
 
nazev
)
 
{

      
this
.
nazev
 
=
 
nazev
;

   
}

   

   
...

}

```

## Konfigurační soubor pro Hibernate
Hibernate potřebuje pro správnou funkci několik nastavení, jako je JDBC driver, adresa databáze (connection string), generátor SQL dotazů (dialect) nebo cesty k mapovacím souborům. Tento konfigurační soubor se běžně pojmenovává „hibernate.cfg.xml“.
```
<hibernate-configuration>

    
<session-factory>

        

        
<!--  JDBC driver  -->

    	
<property
 
name=
"hibernate.connection.driver_class"
>

          
org.gjt.mm.mysql.Driver

        
</property>

        

        
<!--  generátor SQL dotazů (dialect)  -->

        
<property
 
name=
"hibernate.dialect"
>

          
org.hibernate.dialect.MySQL5InnoDBDialect

        
</property>

        

        
<!--  connection string  -->

        
<property
 
name=
"hibernate.connection.url"
>

          
jdbc:mysql://server/databaze

        
</property>

        

        
<!--  přihlašovací údaje k databázi  -->

        
<property
 
name=
"hibernate.connection.username"
>
uzivatel
</property>

        
<property
 
name=
"hibernate.connection.password"
>
heslo
</property>

        

        
<!--  automaticky vytvořit prázdné tabulky v databázi    -->

        
<!--  (odstraní stávající, takže nevhodné pro produkční užití)  -->

        
<property
 
name=
"hibernate.hbm2ddl.auto"
>
create
</property>

        

        
<!--  cesty k mapovacím souborům  -->

        
<mapping
 
resource=
"model/Zajezd.hbm.xml"
/>

        
<mapping
 
resource=
"model/Osoba.hbm.xml"
 
/>

    
</session-factory>

</hibernate-configuration>

```

## HQL – Hibernate Query Language
Preferovaný způsob práce s objekty je HQL (oproti SQL). Syntaxe je SQL velice podobná, ale HQL je, na rozdíl od SQL, objektově orientované, takže rozumí věcem jako dědičnost, polymorfismus, apod.
Dotaz „from java.lang.Object o“ by tedy vrátil úplně všechny persistentní objekty.
Nejjednodušší dotaz vypadá takto:
„from Zajezd“ – vrátí všechny instance třídy Zajezd.
Pokud se v dotazu chceme odvolávat na „Zajezd“, je potřeba mu přiřadit alias:
„from Zajezd as zajezd“ – je zvykem pojmenovávat aliasy stejným slovem jako název třídy, ale podle konvence, kterou pojmenováváme atributy.
Použili bychom toho následujícím způsobem:
„from Zajezd as zajezd where zajezd.nazev = nazev“
HQL podporuje klasické konstrukce, na které jsme zvyklí z SQL, jako jsou: INNER a OUTER JOIN, klauzule WHERE nebo WITH, agregační výrazy jako AVG() nebo COUNT(), subdotazy, atd.
Další zajímavostí je QBE – Query by Example. Jedná se o způsob dotazování, kdy vytvoříme nový objekt s vlastnostmi, které hledáme a tento objekt poté předáme do HQL a ten nám vrátí objekty se stejnými vlastnostmi.
```
Zajezd
 
z
 
=
 
new
 
Zajezd
();

z
.
setCestujici
(
cestujici
);

z
.
setNazev
(
„
Nazev
 
Zajezdu
“
);

List
 
vysledek
 
=
 
session
.
createCriteria
(
Zajezd
.
class
)

    
.
add
(
 
Example
.
create
(
z
)
 
)

    
.
list
();

```

V předchozím příkladu byla použita konstrukce „Criteria“. QBE je ve skutečnosti pouze jedním z více druhů kritérií, které můžeme pro dotazy zavádět. V obecnější rovině vypadají kritéria následovně:
```
Criteria
 
crit
 
=
 
sess
.
createCriteria
(
Zajezd
.
class
);

crit
.
setMaxResults
(
50
);

List
 
zajezdy
 
=
 
crit
.
list
();

```

nebo:
```
List
 
zajezdy
 
=
 
sess
.
createCriteria
(
Zajezd
.
class
)

    
.
add
(
 
Restrictions
.
like
(
"nazev"
,
 
"Kostarika%"
)
 
)

    
.
add
(
 
Restrictions
.
or
(

        
Restrictions
.
eq
(
 
"atribut1"
,
 
hledanaHodnota
 
),

        
Restrictions
.
isNull
(
"atribut2"
)

    
)
 
)

    
.
list
();

```

## Výhody používání Hibernate
Hibernate, framework pro perzistentní vrstvu, usnadňuje programátorovi práci tím, že nemusí transformovat objekty do relací ručně, ale přenechá to perzistentní vrstvě. Zároveň jsou tím odstíněna specifika jednotlivých databází – programátor používá API Hibernate.

#### Další podobné frameworky
- (anglicky) Java Persistence API - JPA
- (anglicky) CocoBase
- (anglicky) OpenJPA
- (anglicky) Spring Framework Archivováno 14. 9. 2013 na Wayback Machine.